# CBCサンデースペシャル・全日本歌謡ベスト50
『CBCサンデースペシャル・全日本歌謡ベスト50』（シービーシーサンデースペシャル・ぜんにほんかようベストごじゅう）は、1982年10月17日～1986年5月18日の毎週日曜13:00～16:00（JST）にCBCラジオで放送されたラジオ番組。

## 概要
毎週、電話やハガキなどによるリクエストを元にランキングを決定するベストテン方式の音楽番組。
後番組は、音楽評論家で僧侶の長田暁二と村井秀樹アナウンサー（当時）がパーソナリティを務めた「CBCサンデースペシャル・なんだかんだで生放送!!」（1986年5月25日～1989年12月3日）。
なお、CBCラジオの日曜日の15時台は、伝統的に競馬中継が挿入されているが、当番組もその例に違わず、競馬中継の間はランキング発表を中断していた。

## パーソナリティ
- 荒川戦一（当時CBCアナウンサー）
- 上野真由美 (元トライアングル)

## 関連番組
- CBC歌謡ベストテン
- RKBベスト歌謡50